# کاساتا
کاساتا نوعی کیک در آشپزی ایتالیایی است که خاستگاه آن منطقه سیسیل است. این دسر معمولاً از یک کیک اسفنجی گرد تشکیل شده که با آب میوه یا لیکور مرطوب شده و با پنیر ریکوتا و میوه‌های شیرین (ماده‌ای که با کانولی نیز استفاده می‌شود) لایه لایه شده است. این شیرینی دارای پوسته‌ای از خمیر بادام، آیسینگ به رنگ صورتی و سبز و طرح‌های تزئینی است. کاساتا همچنین ممکن است به بستنی ناپلی حاوی میوه‌های شیرین یا خشک و آجیل اشاره داشته باشد.

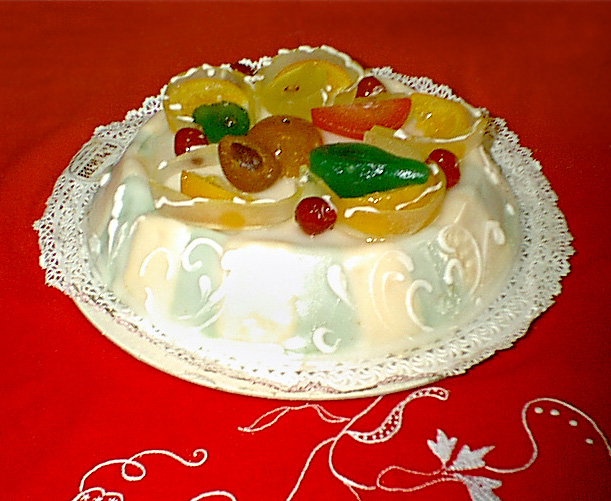
کاساتا

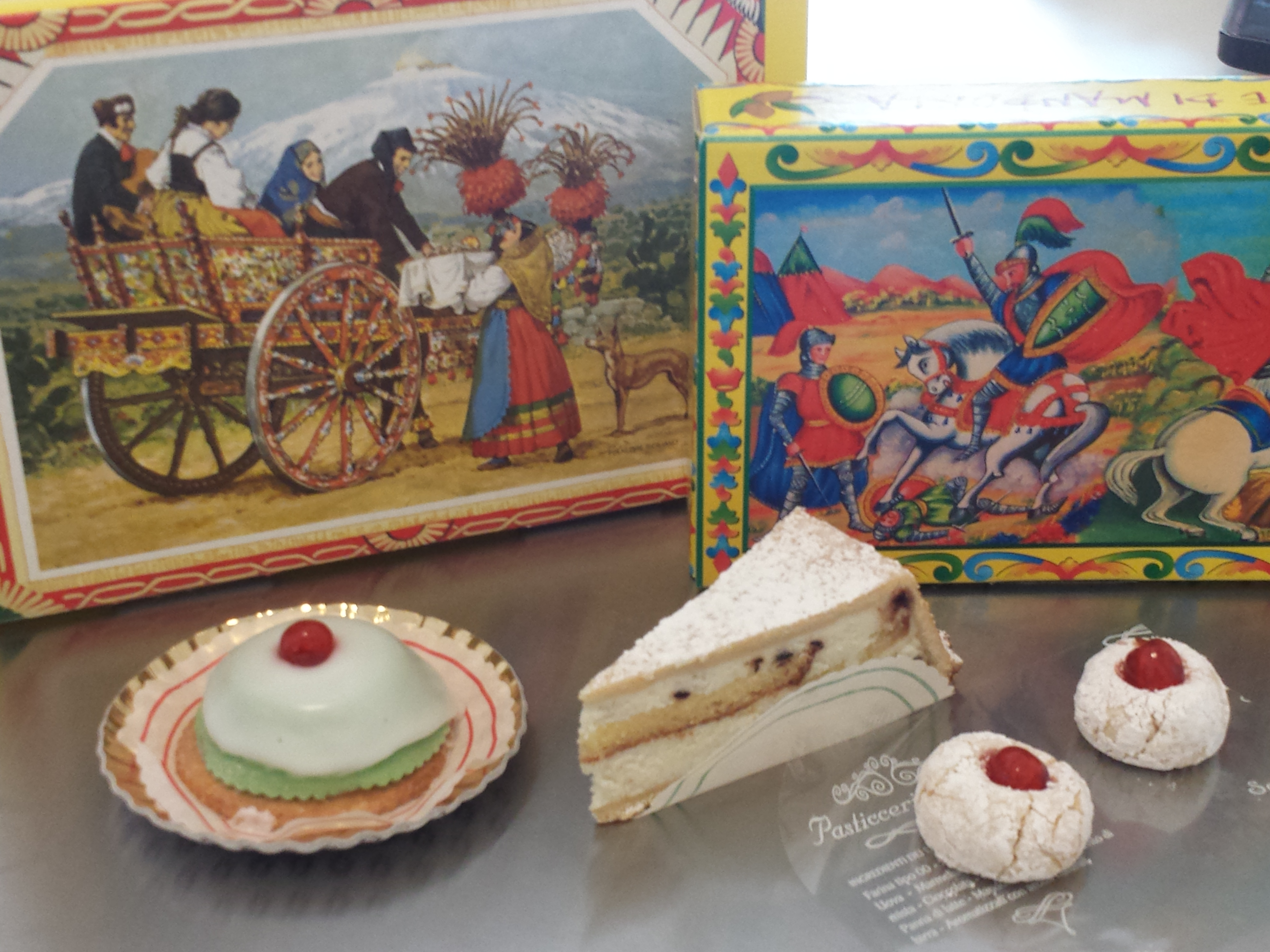

اعتقاد بر این است که کاساتا در قرن دهم میلادی، زمانی که تحت امارت سیسیل بود، در پالرمو درست شده است.
کلمه عربی qas'ah، که cassata از آن گرفته شده است، به کاسه‌ای اشاره دارد که برای شکل‌دادن به کیک استفاده می‌شود.